# Macierzanka piaskowa

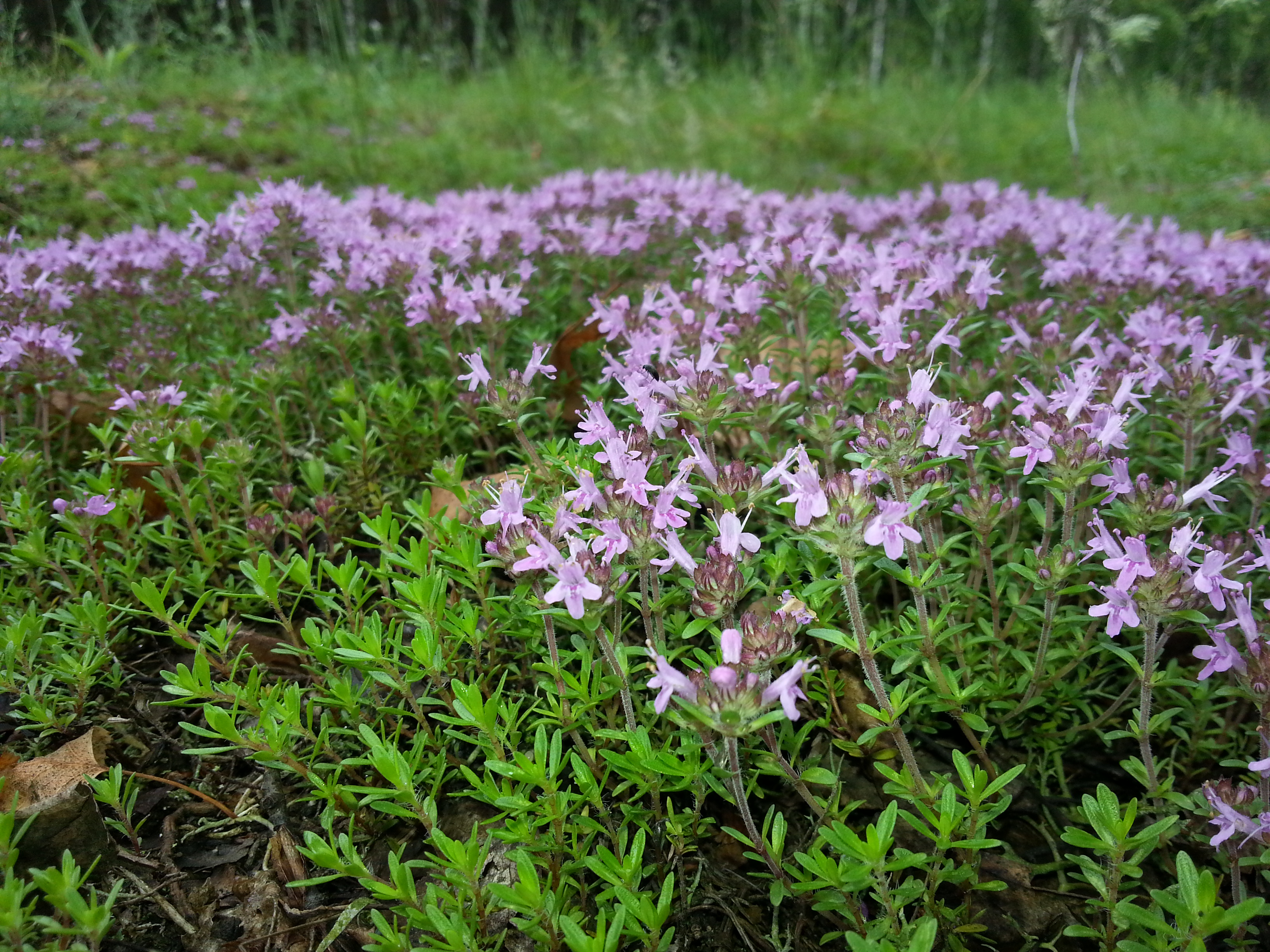
Pokrój

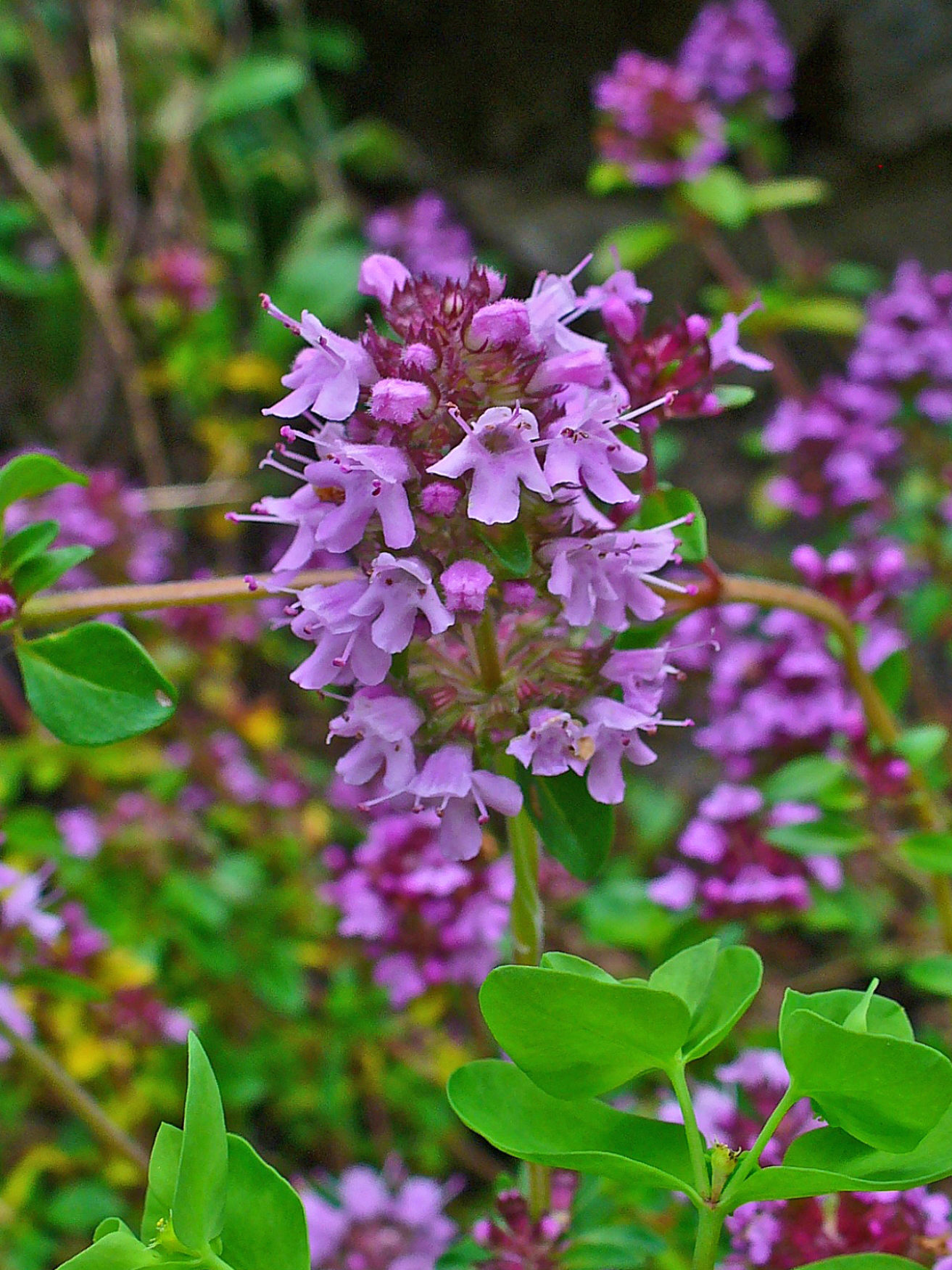
Kwiaty

Macierzanka piaskowa (Thymus serpyllum L.) – gatunek rośliny wieloletniej z rodziny jasnotowatych. Inne nazwy: cząberek, tymianek wąskolistny, dzięcielnica. Występuje w Europie i na Syberii. W Polsce jest pospolity na całym niżu.

## Morfologia
PokrójTworzy gęste i bardzo zwarte darnie o wysokości 10–30 cm. Po roztarciu pędów wydziela się charakterystyczny, przyjemny zapach.
ŁodygaPłożąca lub podnosząca się, zdrewniała u nasady, okrągława lub słabo kanciasta, dookolnie owłosiona. Łodygi mają zdolność zakorzeniania się.
LiścieUlistnienie nakrzyżległe. Jajowatopodługowate, nieco skórzaste liście mają długość 3–4 razy większą od szerokości i orzęsione brzegi. Boczne nerwy liści są dość grube i nie tworzą wyraźnego nerwu brzeżnego.
KwiatyDwupostaciowe – na jednych osobnikach mniejsze, o słupku z długą szyjką i krótkich pręcikach, na innych – większe, o dłuższych pręcikach. Kwiatostan główkowaty, na końcach pędów. W jednej główce 3–6 różowoliliowych kwiatów (czasami, rzadko trafiają się kwiaty białe). Mają dwuwargowy kielich; dolna warga z szydlastolancetowatymi ząbkami, górna z 3 trójkątnymi ząbkami. Korona o długości 6–7 mm wyraźnie dwuwargowa, przy czym górna warga jest wyraźnie 2-ząbkowa, dolna wyraźnie 3-ząbkowa.
OwocDrobne orzeszki.

## Biologia i ekologia
Krzewinka (lub półkrzew), chamefit. Kwitnie od czerwca do końca sierpnia, jest owadopylna. Roślina miododajna, bardzo licznie odwiedzana przez owady, nawet w zasuszonych bukietach. Nasiona roznoszone przez mrówki (myrmekochoria). Występuje w widnych lasach sosnowych i brzozowych. W miejscach nasłonecznionych pokrywa teren zwartym kobiercem. W klasyfikacji zbiorowisk roślinnych gatunek charakterystyczny dla Cl. Koelerio-Corynephoretea.

## Zmienność
- Tworzy mieszańce z macierzanką zwyczajną, z innymi gatunkami rzadziej.
- Występuje w Polsce w 3 podgatunkach:
  - T. serpyllum subsp. serpyllum. Liście nagie, orzęsione tylko po bokach. Jest pospolity
  - T. serpyllum subsp. pycnotrichus (Uechtr.) Pawł. Liście na górnej stronie silnie owłosione. Tylko w pn.-zach. rejonach kraju.
  - T. serpyllum subsp. lanuginosus (Miller) Ronn. Liście obustronnie i gęsto owłosione. Tylko w uprawie[7].

## Zastosowanie
- Roślina lecznicza
  - Surowiec zielarski: ziele Herba Serpylli. Zawiera olejki eteryczne.
  - Działanie: dezynfekujące, wykrztuśne, przeciwzapalne, poprawia trawienie. Jest wykorzystywana w ziołolecznictwie – napar z ziela używany po jedzeniu działa wiatropędnie, rozluźnia mięśnie układu pokarmowego. Używana jest do płukania gardła, przy paradontozie, świądzie, pomaga po ukłuciu owadów. Wzmacnia system nerwowy – używana jest do kąpieli dla rekonwalescentów, chorych dzieci i osób starszych[5]
  - Zbiór i suszenie: ziele zbiera się podczas kwitnienia rośliny, suszy w cieniu. Po ususzeniu oddziela się zdrewniałe łodyżki.
- Wykorzystywana jest jako roślina przyprawowa o podobnym zastosowaniu, jak tymianek; do mięsa, sosów, rosołów, farszów[5].
- Stosowana jest również w przemyśle perfumeryjnym.
- Roślina ozdobna – jest dość często uprawiana, szczególnie nadaje się jako roślina zadarniająca oraz do ogródków skalnych.
- Dawniej, wraz z żywicą i innymi ziołami, wchodziła w skład kadzidła.

## Uprawa
Wymaga słonecznego stanowiska i lubi lekko kwaśne podłoże (pH 5,5–6). Uprawiana jest przez siew nasion wczesną wiosną. Rośnie powoli, zakwita dopiero w drugim roku. Należy ją starannie odchwaszczać. Jest w pełni mrozoodporna (strefy mrozoodporności 3-9). Po przekwitnięciu kwiatostany należy usuwać.